# Karine Rubini
Pour les articles homonymes, voir Rubini.
Karine Rubini, née le 11 octobre 1970 à Montreuil, est une patineuse de vitesse sur piste courte française.
Aux Jeux olympiques de 1992 à Albertville, elle termine cinquième en relais sur 3 000 mètres et quinzième sur 500 mètres.
Elle est médaillée de bronze en relais aux Championnats du monde de patinage de vitesse sur piste courte 1992 à Denver.
Elle est sacrée championne de France de patinage de vitesse sur piste courte en 1991 et 1992.